# Mike Card
Mike Card (* 18. Februar 1986 in Kitchener, Ontario) ist ein deutsch-kanadischer Eishockeyspieler, der zuletzt bei den Ravensburg Towerstars aus der DEL2 unter Vertrag stand.

## Karriere
Mike Card begann seine Karriere als Eishockeyspieler bei den Kelowna Rockets, für die er von 2002 bis 2006 in der kanadischen Top-Juniorenliga Western Hockey League aktiv war. Mit den Rockets gewann der Verteidiger 2003 und 2005 jeweils den President’s Cup sowie 2004 den Memorial Cup. In diesem Zeitraum wurde er zudem im NHL Entry Draft 2004 in der achten Runde als insgesamt 241. Spieler von den Buffalo Sabres ausgewählt, für die er in der Saison 2006/07 sein Debüt in der National Hockey League gab, wobei er in vier Spielen punkt- und straflos blieb. Den Rest der Spielzeit verbrachte der Rechtsschütze allerdings ebenso wie in der folgenden Saison bei Buffalos Farmteam aus der American Hockey League, den Rochester Americans. Zudem stand Card in insgesamt 15 Spielen für die Florida Everblades aus der ECHL auf dem Eis, in denen er neun Scorerpunkte, darunter zwei Tore, erzielte. In der Saison 2008/09 lief Card ausschließlich für Buffalos neues AHL-Farmteam, die Portland Pirates, auf, wurde jedoch nur 19 Mal eingesetzt. 
Im Sommer 2009 absolvierte Card, der auch einen deutschen Pass besitzt, ein Probetraining beim ERC Ingolstadt aus der DEL, wurde aber nicht verpflichtet. Daraufhin nahmen die Kassel Huskies ihn zunächst für einen Monat unter Vertrag. Kurze Zeit später erhielt Card eine Vertragsverlängerung bis zum Saisonende. In der Saison 2010/11 war er für die Kölner Haie aktiv. Im Juli 2011 wechselte er zum italienischen Erstligisten HC Alleghe. Im August 2012 unterzeichnete der Deutsch-Kanadier einen Einjahresvertrag beim schwedischen Zweitligisten Tingsryds AIF aus der HockeyAllsvenskan.
Zur Saison 2013/14 wechselte Card in die deutsche DEL2 zu den Heilbronner Falken, die er nach einer Saison wieder in Richtung Eispiraten Crimmitschau, die ebenfalls in der DEL2 spielen, verließ.
Ab 2015 stand Card dann bei den Löwen Frankfurt aus der DEL2 unter Vertrag und wurde mit diesen 2017 DEL2-Meister. Aufgrund einer Adduktorenverletzung verpasste er die komplette Saison 2018/19 und verließ die Löwen anschließend.
Im Oktober 2019 wurde er vom EC Bad Nauheim verpflichtet.
Ab November 2020 wurde Card erneut vom EC Bad Nauheim verpflichtet und mit einem bis Januar 2021 befristeten Vertrag ausgestattet. Dieser Kontrakt wurde anschließend jedoch nicht verlängert und er wechselte innerhalb der DEL2 zu den Ravensburg Towerstars.

## Erfolge und Auszeichnungen
- 2003 President’s-Cup-Gewinn mit den Kelowna Rockets
- 2004 Memorial-Cup-Gewinn mit den Kelowna Rockets
- 2005 President’s-Cup-Gewinn mit den Kelowna Rockets
- 2017 DEL2-Meister mit den Löwen Frankfurt

## Statistik
(Stand: Ende der Saison 2010/11)